# Pehtha
Das Pehtha, auch Paitha, Pehktha  oder Palktba, war ein burmesisches  Handels-, Gold- und Silbergewicht.
Im Englischen wurde das Maß Wiß/Wiss beziehungsweise Viß/Viss genannt.
- 1 Pehtha  = 100 Keiats/Kyats/Ticals = 1,6556 Kilogramm
- 1 Keiat = 4 Matchs = 8 Mjuhs = 16 Behs (Bais) = 64 große Rwehs = 128 kleine Rwehs = 16,556 Gramm

Das kleine Rweh war das Korn von Arbrus peccatorius und das große Rweh die Bohne von Andebanthera pavonina
Eine andere Maßteilung war
- 1 Pehtha = 4 Agitos/Giros = 8 Abuccos

Als Getreidemaß (alle Getreidearten, Hülsenfrüchte, Natron, Salz und Baukalk) waren
- 1 Basket/Korb/Ten = 16 Pehthas = 26,49 Kilogramm (geschälter Reis)[1]

Die andere Waren (fest oder flüssig) wurden nach dem Gewicht ange- und verkauft.